# SUNNY SIDE UP.
『SUNNY SIDE UP.』（サニーサイドアップ）は、小林徹郎による日本の4コマ漫画。芳文社『まんがタイムきららMAX』にて2010年1月号に『もー★ぐり morning-glory』として掲載の後、タイトルを変えて2010年5月号より2011年10月号にかけて連載。

## ストーリー
父の故郷である田畠村に住むことになった加奈子。新しい学校に不安がいっぱいだったが……。

## 登場人物
道寺 加奈子（みちでら かなこ）
東京の名門学校から転校してきた本作の主人公。お淑やかで大人しいお嬢様的性格をしているが、真面目で勉強好きな頑張り屋さん。
父親とともに祖母（父方）の家に住んでおり、母親と妹は東京に残っている。
転校の理由は父の都合ということにしているが、本当は……?
蛙や虫が苦手で、蛙や虫が大好きな朝顔に困らされることもしばしば。
本田 朝顔（ほんだ あさがお）
田畠村で加奈子に初めて出来た友達。加奈子が住むことになった家の隣（田舎なのでかなり離れている）にある本田商店の次女。
加奈子とは正反対の活発で雑な性格だが、それゆえか加奈子とは気が合う様子。
朝顔の英名が『morning-glory』であるためか、メレニアからは「もーぐり」と呼ばれている。
本田 菊花（ほんだ きくか）
朝顔の姉。本田商店でよく店番をしている。
メレニア キャンベル
ニュージーランド出身だが、田畠村で牧場を営む父が日本マニアで忍者好きなため、本人もその影響を受け、日本史が得意科目。一方で、ニュージーランド人なのに英語が苦手。ただこれは、ネイティブでは日本の英語教育のように難しくガチガチな文法を使わないためらしい。
朝顔と同様身長が低く、共に活発系でしばしば2人でにぎやかし役になっている。
朝顔からメレンゲと呼ばれている。
剣持 冴（けんもち さえ）
朝顔やメレニアの友人だが、2人のような活発系ではなく、落ち着いた性格。転校してきた加奈子に学校内の案内をしたことから、加奈子の友人になった。
家は農家で、皆でバーベキューパーティをする時には会場となり、また材料の野菜の調達場所にもなっている。
加奈子からは「冴ちゃん」、メレニアからは「サエ」と普通に呼ばれているが、朝顔だけは「けんけん」と呼んでいる。

## 書誌情報
- 小林徹郎 『SUNNY SIDE UP.』〈まんがタイムKRコミックス〉、全1巻
  1. 2011年4月25日発売[1]、ISBN 978-4-8322-4024-7